# NGC 3001
NGC 3001 ist eine Balken-Spiralgalaxie mit ausgedehnten Sternentstehungsgebieten vom Hubble-Typ SBbc im Sternbild Luftpumpe am Südsternhimmel. Sie ist schätzungsweise 100 Millionen Lichtjahre von der Milchstraße entfernt und hat einen Durchmesser von etwa 90.000 Lj.

Im selben Himmelsareal befindet sich u. a. die Galaxie NGC 2997.
Die Typ-Ia-Supernova SN 2010hg wurde hier beobachtet.
Das Objekt wurde am 30. März 1835 von dem Astronomen John Herschel entdeckt.